# بينجامين سبوك

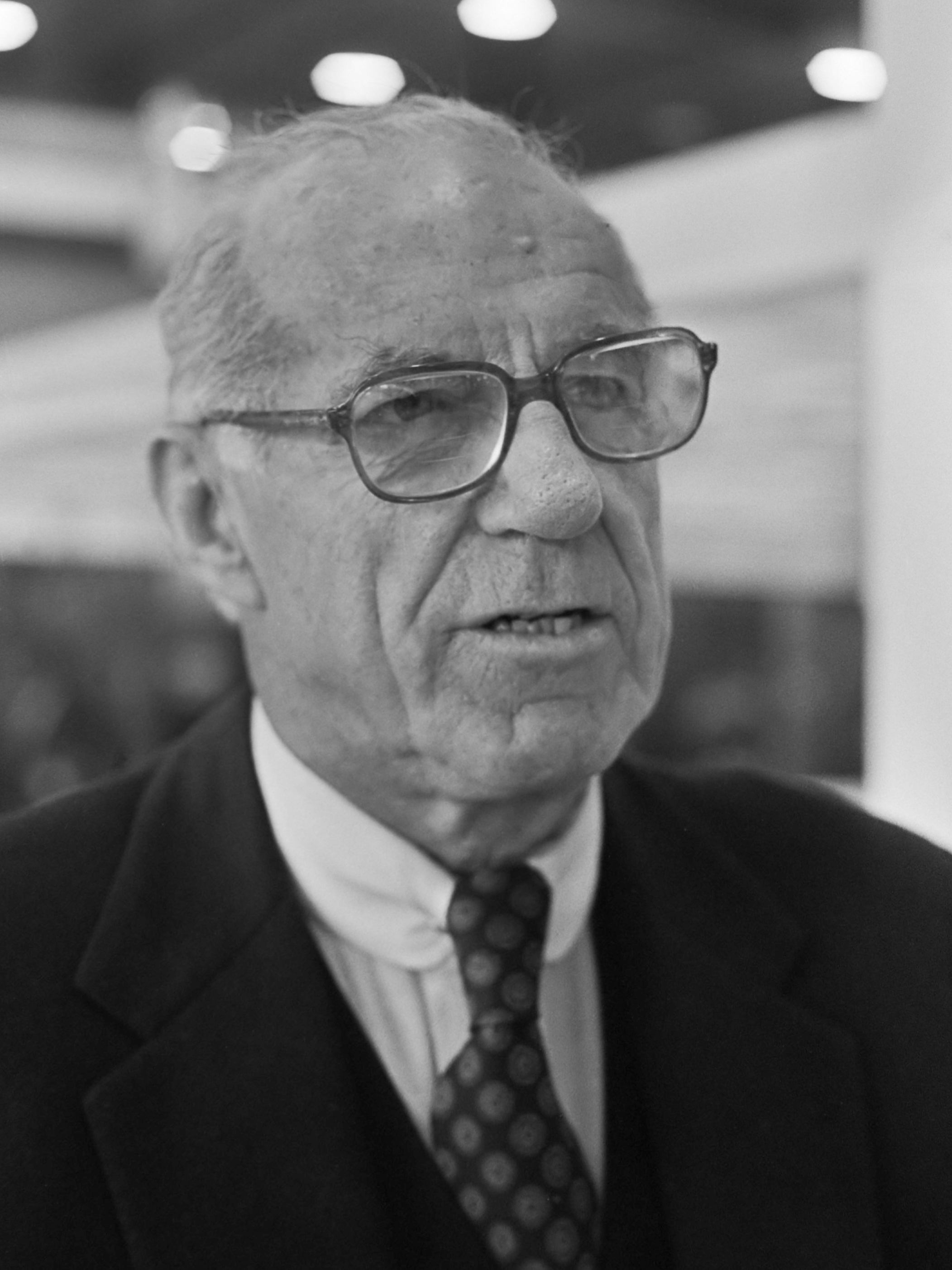

بنجامين مكلاين سبوك  (Benjamin Spock) (مايو 2، 1903 – مارس 15، 1998) كان طبيب أطفال أمريكي الذي كان كتابه الطفل ورعاية الأطفال، الذي نشر في عام 1946، كان واحد من أكثر الكتب مبيعًا في العالم. رسالته إلى الأمهات التي تنص «تعلم أكثر مما تعتقد أنك تعلم». 
سبوك كان أول طبيب أطفال درس التحليل النفسي ليحاول فهم احتياجات الأطفال وديناميكية العائلة. أفكاره حول رعاية الأطفال أثرت في كثير من أجيال العوائل ليكونوا أكثر مرونة ورقة مع أطفالهم، وليعاملوهم كأفراد، مع ذلك كانوا أيضًا منتقدين على نطاق واسع من قبل زملائهم لاعتمادهم بشدة على أدلة قولية بدلًا من الاعتماد على أبحاث أكاديمية. بالإضافة إلى عمله كأخصائي أطفال، كان ناشطًا في حركة اليسار الجديد والحركة المعادية لحرب فيتنام خلال الستينيات وبداية السبعينيات. في الوقت الذي كانت كتبه منتقده من خلال داعمي حرب فيتنام بسبب زعمة لنشر الانحلال وتوقع حدوث الرضاء الفوري الذي أدى الشباب إلى الانضمام لهذه التحركات، تهمة أنكرها سبوك. سبوك أيضًا فاز بميدالية أولمبية ذهبية في التجديف في عام 1924 فترة حضوره جامعة ييل.  

## السيرة الذاتية
بنجامين مكلاين سبوك ولد في الثاني من مايو من عام 1903 في نيو هيفن، كونيتيكت؛ والداه كانا بنجامين ايفيس سبوك، خريج من جامعة ييل وعضوًا في المجلس العام للسكك الحديدية في نيو هيفن، وميلدريد لويس (ستوكتون) سبوك. اسمه أتى من أصول هولندية؛ لقد تهجأ اسمه في الأصل على انه سباك قبل الهجرة إلى هولندا الجديدة. كرجل كبير السن، أب لستة أطفال، سبوك ساعد في رعاية أقربائه في عدة بعدة طرق. 
مثل أباه قبله، سبوك ارتاد أكاديمية فيليبس وجامعة ييل. سبوك درس الأدب والتاريخ في ييل وأيضًا كان نشطًا في الألعاب الرياضية، ليصبح عضوًا فيفريق التجديف الأولومبي (ثماني الرجال) الذي فاز بميدالية ذهبية في ألعاب 1924 في باريس. في ييل، كان عضوًا في مجتمع الدوارة والمفتاح. ارتادمدرسة ييل للطب لمدة سنتين قبل ان ينتقل إلىكلية الفيزيائيين و الجراحين في جامعة كولومبيا، حيث تخرج منها الأول على صفه في عام 1929. بذلك الوقت، تزوج جين تشيني.   
جين تشيني تزوجت سبوك في عام 1927 وساعدته في أبحاث وكتابة أطفال ورعاية الأطفال لدكتور سبوك، الذي نشر في عام 1946 بواسطة دويل، سلون وبيرس ككتاب الإحساس المشترك للأطفال ورعاية الأطفال. حقق الكتاب مبيعات تزيد على خمسين مليون نسخه في تسعة واربعين لغة.
 جين تشيني سبوك كانت داعية إلى الحرية المدنية وأم لولدين. ولدت في مانشيستر، كونيتيكت، وارتادتجامعة برين ماور. كانت نشطة فيمنظمة الأمريكيين للعمل الديموقراطي ‏ والاتحاد الأمريكي للحريات المدنية واللجنة الوطنية للسياسة النووية. بعد طلاقهما عام 1976 قامت بإجراء وتنظيم مجموعة مساندة لكبار السن المطلقات.
 في عام 1976، سبوك تزوج ماري مورغان، التي نظمت له الخطابات وورش العمل. لقد قاموا ببناء منزل في قعر اسكولابيا، أركنساس، على بحيرة بيفر، في المكان الذي كان سبوك ومورغان يجدفان في قارب السباق للأولمبياد باكرًا في الصباح. ماري اعتادت بسرعة على حياة سبوك المليئة بالترحال والنشاط السياسي. لقد اعتقلت معه عدة مرات بسبب العصيان المدني. واحدة من المرات اعتقلوا في واشنطن العاصمة لأنهم قاموا بالصلاة على عشب البيت الأبيض من بين المتظاهرين الآخرين. عندما اعتقلوا، تمت تعرية مورغان وتفتيشها لكن سبوك لم بفعل به ذلك. لذلك قامت بمقاضاة السجن وعمدة واشنطن العاصمة بالتمييز الجنسي. الاتحاد الأمريكي للحريات المدنية أخذ القضية وفاز بها. مورغان أيضًا ادخلت سبوك في المساج واليوغا والحمية النباتية والتأمل التي حسنت من صحته. ماري عينت مواعيد إلقائه وتعاملت مع الاتفاقيات القانونية للطفل ورعاية الأطفال للنسخ الخامسة، السادسة، السابعة، الثامنة والتاسعة. لقد استمرت في نشر الكتاب بمعاونة الكاتب المساعد روبرت نيدلمان. الطفل ورعاية الأطفال مازال يباع عالميًا.
لمعظم حياته، سبوك ارتدى بدل بروكس براذرز وقمصان ياقات قابلة للانفصال، لكن في عمر الخامسة والسبعين، لأول مرة في حياته، ماري مورغان جعلته يرتدي الجينز الأزرق. لقد قدمته على معالجي التحليل التفاعلي، الذين انظموا اليه في التأمل مرتان باليوم، وحضروا له وجبة حمية نباتية. «لقد أعادت لي شبابي» اخبر سبوك المراسلين الصحفيين بذلك. تأقلمت مع نمط حياته، كما تأقلم أيضًا مع نمط حياتها. كان هناك فارق أربعين عامًا في العمر بينهما، لكن سبوك كان يخبر الصحفيين عندما كانوا يسألون عن الفرق في أعمارهم، بأنهم كلاهما كانا ستة عشر عامًا.
سبوك كان لديه قارب إبحار يبلغ طوله 35 قدمًا اسماه صدفة السلحفاة مكان عيشه في تورتولا، جزر فيرجن البريطانية. في الأربعة والثمانين من عمره، سبوك حقق المركز الثالث من أصل ثمانية يجدف بزورق صغير عبر قناة سير فرانسيس دريك بين تورتولا وجزيرة نورمان مسافة أربعة أميال. استغرقته ساعتين ونصف. لقد نسب شدته وصحته الجيدة لنمط عيشه وحبه للحياة.
  كان لدى سبوك قارب ثاني اسمه السلحفاة حيث عاش على متن السفينة وأبحر في ماين في مواسم الصيف لقد عاشوا فقد على السفن، بلا منزل، لمدة عشرين عامًا. في الآونة الاخيرة من حياة سبوك، تم نصحه ان يأتي إلى الشاطئ من قبل الفيزيائي ستيف باوكر من مركز إنجلترا الجديدة الطبي، بوسطن. في عام 1992، صديق سبوك، ريتشي هايفنز قدم له جائزة سلام دير الشجاعة للضمير في مكتبة الرئاسة لجون ف. كينيدي لتكريس حياته في نزع السلاح وتربية الأطفال السلمية. 
مات سبوك في بيته في لاهويا، كاليفورنيا في الخامس عشر من مارس من عام 1998. رماده مدفون في روكبورت، ماين ‏. 

## الكتب
في عام 1946, سبوك نشر كتابه (كتاب الاحساس المشترك بين الطفل و رعاية الاطفال) الذي أصبح الأكثر مبيعاً. رسالته إلى الامهات التي تنص «تعلم أكثر مما تعتقد انك تعلم». بحلول 1998 لقد باع أكثر من 50 مليون نسخة. وقد ترجمت إلى 39 لغة. كتب لاحقا ثلاثة كتب عن الأمومة 
 طبقاً لمجلة نيويورك تايمز، كتاب الطفل ورعاية الأطفال كان طوال أول 52 عام، ثاني أفضل كتاب مبيعا، بجانب الإنجيل. طبقا قائمة أكثر الكتب مبيعا، كان من بين أفضل الكتب مبيعاً، لكنه لم يكن ثاني أفضل كتاب مبيعاً. 
 سبوك أيد الافكار عن الامومة التي كانت، في ذلك الزمن، تعتبر خارج التيار. بعد مرور الزمن، كتابه ساعد في تقديم تغير كبير. سابقاً، قال الخبراء للآباء أن الأطفال يحتاجون لتعلم النوم على جدولا منظم، وأن حملهم وحضنهم في كل مرة يبكون فيها يعلمهم ان يبكون أكثر ولا ينامون خلال الليل (مبدأ يستعير من الانضباطية). ولقد اخبروا ان يطعموا ابنائهم على جدولا منظم، وان لا يجب عليهم ان يحملوهم، أو أن يقبلوهم، أو أن يحضنوهم، بسبب ان ذلك لن يجهزهم ليكونوا اقوياء وافراد معتمدين على انفسهم في عالماً قاسي. سبوك شجع الاباء على ان ينتظروا لابنائهم كأفراد، ولا ان يطبق نفس الفلسفة عليهم جميعا.
 في اواخر 1960 اعتراض سبوك العلني على حرب فتنام قد سبب له ضرر على مسيرته. ولقد بُلغ أن نسخة 1968 من كتاب الطفل ورعاية الأطفال باعت فقط نصف ما باعته النسخة السابقة. لاحقا في حياته، سبوك كتب كتاب بعنوان «راي د.سبوك عن فتنام» وكتب أيضا سيرة ذاتية ب عنوان «راي سبوك عن سبوك» (مع ماري مورجن سبوك), والذي صرح فيه عن سلوكه تجاه الشيخوخة «التاجيل والانكار»
في النسخة السابعة من كتاب الطفل ورعاية الأطفال، نشر بعد عدة اسابيع من وفاته، سبوك دعا لتغير جامح في تغدية الأطفال، يوصي ان كل الأطفال يغيروا إلى حمية نباتية تعتمد على الخضار بعد عمر سنتين. سبوك نفسه غير إلى تغذية تعتمد على النباتات في 1991, بعد سلسلة من الامراض التي تركته ضعيف وغير قادر على الحركة بدون مساعدة. بعد التغيير الغذائي، خسر سبوك 50 باوند، استرجع قدرته على المشي وأصبح أكثر صحة. النسخة المنقحة صرحت ان الأطفال الذين على التغذية التي تعتمد على النباتات يقل عندهم خطر الإصابة بأمراض القلب، السمنة المفرطة، ضغط الدم المرتفع، السكري، وامراض سرطانية متعلقة بالتغذية. دراسات عدة اظهرت أن، بالعموم، النباتيين أكثر رشاقة واقل عرضة للأمراض. الاقتراب من تغذية الأطفال كان منتقد من قبل عدد من الخبراء، يتضمن كاتب مساعد، د.ستيفن ج.باركر، كحل لنقص التغذية إلا إذا كانت مخططة ومنفذة بحذر، وفي بعض الاحيان سيكون صعب على الاباء العاملين.  
 كاتبين اخرين، مثل لين بلوم وتوماس ماير، الذين كاتبوا سيرة ذاتية عن سبوك  

## أفكار

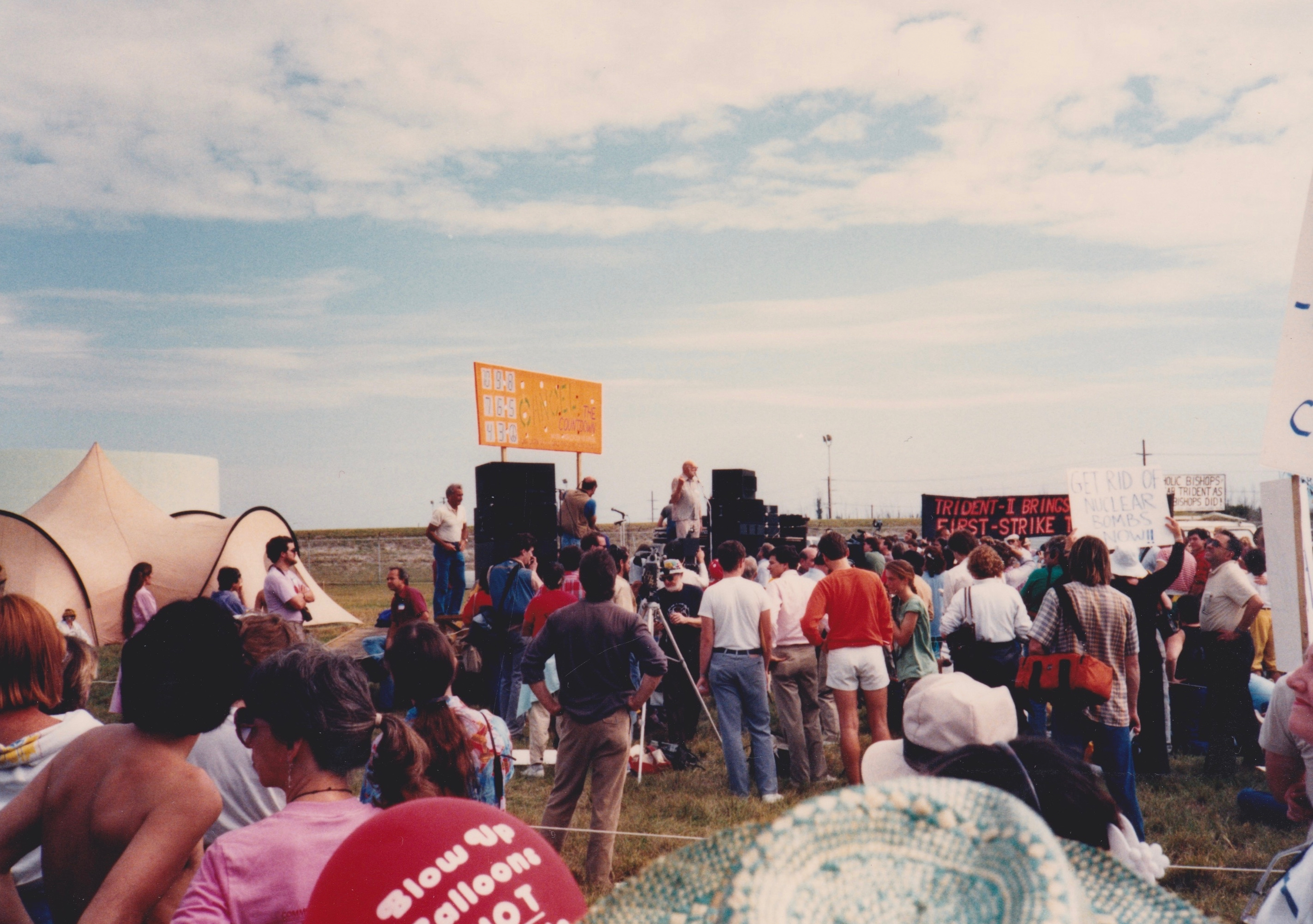
احتجاج ضد صاروخ ترايدنت 2، كيب كانافيرال فلوريدا، 1987. الدكتور بنجامين سبوك، 83 عامًا، أمام الميكروفون. وكان أول من تم القبض عليه.

### متلازمة موت الرضع المفاجئ
ادعى سبوك بان الأطفال الرضع من الأفضل ان يستلقوا على ظهورهم خلال فترة نومهم. معلقا على دراسة من عدد عام 1958 تقول الدراسة انه إذا تقيئ الطفل فهو معرض للاختناق، هذه النصيحة تلقت إقبال شديد من الرعاة الصحيون خلال سنة 1990. اظهرت دراسات تجريبة بعد ذلك ارتفاع ملحوظ لنوبة الموت المفاجئء الرضع
خلال نومهم على بطونهم.
وقد استخدم دعاة الطب هذا الدليل كمثال على أهمية الرعاية الصحية واستخدموها كأدلة احصائية، وقد قدر أحد الباحثين ان الأطفال في أستراليا وأروبا والولايات المتحدة قد وصلت حالة الوفاة إلى 50 الف وفاة رضيع مما يؤكد على إثبات هذه الفرضية في عام 1970 وعندها أصبح هذا لدليل متاح.

### ختان الذكور
في عام 1940 سبوك حبذ عمل الختان للأطفال حديثي الولادة، على الرغم من ذلك في عام 1989 كان هنالك مقال في مجلة الكتاب الأحمر قال فيه ان ختان الذكور عملية مؤلمة وصادمة وأيضا بها قسمة مشكوك فيها.
و قد حصل على جائزة حقوق الإنسان الأولى من الندوة الدولية حول الختان ISC في 1991 ولقد صرح بقوله " إذا كان من حسن حظي ان يكون لدي ابنا اخر، لترك قضيبه الذكري.

## النشاط الاجتماعي والسياسي
في عام 1962, انضم سبوك إلى لجنة السياسية النووية السليمة وتعرف ايضا بـ SANE ‏. كان سبوك صريحا سياسيا ونشطا في حركة إنهاء حرب فيتنام. في عام 1968، هو وأربعة آخرين (بما في ذلك وليام كوفين، ماركوس راسكين، ميتشل غودمان ‏، ومايكل فيربير) وقد لوحقو قضائيا للمحاكمة من قبل المدعي العام رامزي كلارك بتهمة التآمر على المجلس والمساعدة على التحريض ومقاومة المشروع . سبوك وثلاثة من شركائه المتأمرين المزعومين حكم عليهم، على الرغم من أن الخمسة لم يكونوا ابدا في نفس الغرفة معا.لم يقض السنتين المحكومة عليه; تم استئناف القضية بعد ذلك وفي عام 1969 الغت محكمة فدرالية القضية المقامة ضده. 
في عام 1967, كان من المقرر أن يرشح سبوك كنائب رئيس منتخب لـمارتن لوثر كنق جونيور في المؤتمر الوطني للسياسات الجديدة خلال عطلة عيد العمال في شيكاغو.
في عام 1968، وقع سبوك معاهدة «احتجاجية الأدباء والمحررين على ضريبة الحرب» متعهدا على رفض دفع الضرائب احتجاجا على حرب فيتنام. كما ألقي القبض عليه أيضا لتورطه في الاحتجاجات المعادية للحرب الناجمة عن توقيعه على البيان الرسمي المعادي للحرب «دعوة إلى مقاومة السلطة اللاشرعية» عمم من قبل أعضاءالجماعة الفكرية المتطرفة (RISIST). الأشخاص اعتقلوا خلال تلك الحادثة والتي عرفت بعد ذلك بـ خمسة بوسطن.
في عام 1968، اسمتجمعية الدراسات الانسانية الأمريكية بنجامين سبوك إنساني السنة.
في الانتخابات الرئاسية عام 1972 بالولايات المتحدة كان سبوك مرشح حزب الشعب مع المنصة التي دعت إلى الرعاية الطبية المجانية وإلغاء قوانين «الجنايات التي لا تتضمن ضحايا» بما في ذلك إباحة الإجهاض، والمثلية، والقنب الهندي مع ضمان حد أدنى لدخل ‏ العائلات والانسحاب الفوري للقوات الأمريكية من الدول الأجنبية. في 1970s و 1980s، برهن سبوك وألقى محاضرات ضد الأسلحة النووية والتخفيضات في برامج الضمان الاجتماعي.
في عام 1972، سبوك وجوليوس هوبسون (مرشحه لمنصب نائب الرئيس) و ليندا جينيس ‏ (المرشحة الرئاسية لحزب العمال الاشتراكي) ومرشح حزب العمال لمنصب نائب الرئيس أندرو بولي ‏ قدمو طلبا إلى اللواء بيرت أ ديفيد، الضابط المسؤول عن قاعدة فورت ديكس، للحصول على إذن لتوزيع أدبيات الحملة وعقد حملة تتعلق بالانتخابات. بالاستناد إلى لوائح قاعدة فورت ديكس 210-26 و210-27، رفض الجنرال ديفيد الطلب. سبوك، هوبسون، جينيس، بولي، وغيرهم رفعو بعد ذلك قضية وجدت طريقها في نهاية المطاف إلى المحكمة العليا بالولايات المتحدة (424 الولايات المتحدة 828-غرير، القائد، حجوزات قاعدة فورت ديكس العسكرية، ضد سبوك وآخرون.) والتي حكمت ضد المدعين.

### ادعاءات تقول بأن كتب سبوك أدت إلى الحركة المعارضة لحرب فيتنام و "الانحلال
كاننورمان فنسنت بيل الواعظ الشعبي الذي أيدالحرب الفيتنامية. كما اتهم نائب الرئيس سبيرو اغنيو سبوك بـ «الانحلال». خلال أواخر 1960s، انتقد بيل الحركة المعادية للحرب الفيتنامية والتهاون المتصور في تلك الحقبة وألقى اللوم على كتب الدكتور سبوك، زاعما أن «الولايات المتحدة كانت تدفع ثمن جيلين تبعت الخطة الطفولية للدكتور سبوك عن الإرضاء الفوري للاحتياجات.» في 1960s و 1970s، ألقي اللوم على سبوك بسبب ارتباك واختلال الشباب، وكثير من أولياء الأمور الذين كانوا مخلصين لكتاب الطفل ورعاية الطفل. كما اتهم نائب الرئيس سبيرو اغنيو سبوك بـ «الانحلال». وقد اعتنقت هذه المزاعم بحماس من قبل البالغين المحافظين، الذين قابلوا الشباب المتمرد في تلك الحقبة ب الرفض، مشيرة اليهم على انهم «جيل سبوك».
ورد أنصار سبوك بأن تلك الانتقادات دحضت التجاهل بما كتبه سبوك في الواقع، و / أو التحيز السياسي ضد الأنشطة السياسية اليسارية لسبوك. سبوك نفسه، في سيرته الذاتية، أشار إلى أنه لم يدع أبدا إلى الانحلال; أيضا، أن الهجمات والمزاعم بأنه كان قد خرب الشباب الأمريكي لم تظهر إلا بعد معارضته العلنية للحرب على فيتنام. واعتبر هذه المطالبات بانها هجمات مشخصنة والتي كانت دوافعها السياسية والطبيعية واضحة.

تناول سبوك هذه الاتهامات في الفصل الأول من كتابه عام 1994، إعادة بناء قيم الأسرة الأمريكية: عالم أفضل لأطفالنا.
التسمية المتساهلة: بعد بضعة أسابيع من توجيه الاتهام لي [بتهمة التآمر على المجلس والمساعدة على التحريض ومقاومة المشروع], واتهمت من قبل القس نورمان فنسنت بيل، قس معروف ومؤلف مؤيد الحرب الفيتنامية، بإفساد جيل كامل.في خطبة بتغطية واسعة في الصحافة، اتهمني القس بيل باللاوطنية، اللامسئولية، وعدم الانضباط بخصوص الشباب الذين عارضوا الحرب. وكل هذه الإخفاقات، حسب قوله، كانت بسبب انني قلت لأبائهم ان "يشبعو رغبات أطفالهم" عندما كانو صغارا. انهال علي اللوم في العشرات من المقالات الافتتاحية والأعمدة من الصحف المحافظة في المقام الأول في جميع انحاء البلاد بالاتفاق بمودة مع بيل. و منذ ذلك الحين قد توقف لي العديد من أولياء الأمور في الشارع أو بالمطارات ليشكروني على مساعدتهم في تربية أطفالهم على ما يرام، وانهم غالبا ما يقولون، "أنا لا أرى أي إرضاء فوري في كتاب الطفل ورعاية الطفل" وأجيب بأنهم على حق - ودائما ما كنت انصح الابوين باعطاء ابنائهم القيادة الحازمة والواضحة وطلب التعاون والتادب في المقابل. من ناحية أخرى لقد تلقت أيضا رسائل من الأمهات المحافظين قائلين في الواقع، "الحمد لله انني لم استعمل أبدا كتابك  الفظيع، لهذا السبب أطفالي يستحمون، ويرتدون ملابس نظيفة ويحصلون على درجات جيدة في المدرسة.

تلقيت أول اتهام بعد اثنين وعشرين عاما منذ نشر كتاب الطفل ورعاية الطفل  -- وبما ان الذين يكتبون عن مدى ضرر كتابي فإنهم يؤكدون لي وبكل ثقة انهم لم يطبقوا ما فيه قط -- أعتقد أنه من الواضح أن العداء هو السياسات الخاصة بي أكثر من مشورتي الطبية عن الأطفال. وعلى الرغم من أنني كنت قد انكرت التهم لخمسة وعشرين عاما، واحدة من أول المسائل التي أحصل عليها من الكثير من الصحفيين والأشخاص الذين يجرون المقابلات هو، «دكتور سبوك، هل أنت لا تزال متساهل؟» لا يمكنك اللحاق بالتهمة الباطلة.
استمرت التصورات السلبية حتى في القرن ال21.  و قد اتهم الدكتور سبوك مؤخرا في عام 2009 من قبل ورلد نت دايلي بتشجيع النرجسية مؤديا إلى ارتفاع معدلات الجريمة وازدراء للسلطة.

وخلافا للشائعات الشائعة، لم يقم ابن سبوك بالانتحار. كان سبوك طفلين: مايكل وجون. وكان مايكل في السابق مدير متحف بوسطن للأطفال ‏ ومنذ ذلك تقاعد من مهنة المتحف. غير أن حفيد سبوك بيتر قام الانتحار في 25 ديسمبر 1983 عن عمر يناهز ال 22 بالقفز من فوق سطح متحف بوسطن للأطفال حيث كان والده مايكل يعمل كمدير. وكان قد عمل موظفا في المتحف بدوام جزئي وعانى طويلا من مرض انفصام الشخصية.

- الطفل ورعاية الأطفال (1946, مع المراجعات إلى النسخة التاسعة)
- سنة الطفل الاولة (1954)
- إطعام طفلك (1955)
- د.سبوك يتكلم مع الامهات (1961)
- مشاكل الوالدين (1962)
- رعاية طفلك المعاق (1965)
- راي د.سبوك عن فتنام (1968)
- لائق وغير لائق (1970)
- دليل المراهقين للحياة والحب (1970)
- تربية الأبناء في الاوقات الصعبة (1974)
- راي سبوك عن الوالدين (1988)
- راي سبوك عن سبوك: مذكرات البلوغ مع القرن (1989)
- عالم أفضل لأبنائنا (1994)
- سنوات المدرسة الخاصة في د.سبوك : العاطفة والتنمية الاجتماعية للأطفال الطبعة الاولة (2001)

- بينجامين سبوك على موقع IMDb (الإنجليزية)
- بينجامين سبوك على موقع الموسوعة البريطانية (الإنجليزية)
- بينجامين سبوك على موقع مونزينجر (الألمانية)
- بينجامين سبوك على موقع ميوزك برينز (الإنجليزية)
- بينجامين سبوك على موقع إن إن دي بي (الإنجليزية)

- بينجامين سبوك على موقع الاتحاد الدولي للتجديف (الإنجليزية)
- بينجامين سبوك على موقع اللجنة الأولمبية الدولية (الإنجليزية)
- بينجامين سبوك على موقع أوليمبيديا (الإنجليزية)

- موقع د/ بنيامين سبوك الإلكتروني.

1. 
2. 
3. 
4. 
5. 
6. 
7. 
8. 
9. 
10. 
11. 
12. 
13. 
14. 
15. 
16. 
17. 
18. 
19. 
20. 
21. 
22. 
23. 
24. 
25. 
26. 
27. 
28. 